# Tom Leezer
Tom Leezer (L'Aia, 26 dicembre 1985) è un ex ciclista su strada olandese, professionista dal 2008 al 2020. Ha vestito la maglia di leader dei gran premi della montagna alla Vuelta a España 2009.

## Palmarès
- 2003 (Juniores)

GP Pommeroeul
Campionati olandesi, Gara in linea Juniores
- 2004 (Van Vliet-EBH Advocaten, una vittoria)

2ª tappa Cinturón Ciclista Internacional a Mallorca
- 2005 (Rabobank Continental, una vittoria)

1ª tappa Internationale Thüringen Rundfahrt
- 2007 (Rabobank Continental, cinque vittoria)

2ª tappa, 1ª semitappa Le Triptyque des Monts et Châteaux
Classifica generale Le Triptyque des Monts et Châteaux
2ª tappa Olympia's Tour
6ª tappa Vuelta Ciclista a Navarra
Campionati olandesi, Gara in linea Under-23
- 2013 (Belkin, una vittoria)

6ª tappa Tour de Langkawi (Mentakab > Kuantan)

### Altri successi
- 2007 (Rabobank Continental)

Prologo Tour Alsace (cronosquadre)
- 2011 (Rabobank)

1ª tappa Tirreno-Adriatico (Marina di Carrara, cronosquadre)

## Piazzamenti

### Grandi Giri
- Giro d'Italia

2012: ritirato (11ª tappa)
2019: 119º
- Tour de France

2013: 129º
2014: 133º
2015: 153º
2017: 166º
- Vuelta a España

2009: 129º
2018: 139º

### Classiche monumento
- Milano-Sanremo

2009: 139º
2010: 93º
2011: 144º
2014: 31º
2015: 113º
2016: 164º
2017: 138º
- Giro delle Fiandre

2011: 46º
2014: 67º
2015: 71º
- Parigi-Roubaix

2008: 104º
2011: 46º
2012: 46º
2014: 85º
2015: 87º
- Liegi-Bastogne-Liegi

2019: ritirato
2020: ritirato

### Competizioni mondiali
- Campionati del mondo

Hamilton 2003 - In linea Juniores: 9º
Stoccarda 2007 - In linea Under-23: 4º
Toscana 2013 - Cronosquadre: 13º
Richmond 2015 - Cronosquadre: 6º
Doha 2016 - Cronosquadre: 5º
Doha 2016 - In linea Elite: 17º
Innsbruck 2018 - Cronosquadre: 13º

### Competizioni europee
- Campionati europei

Alkmaar 2019 - In linea Elite: 37º